# Erasmus Sack
Erasmus Sack (adlad Sackensköld), född 23 augusti 1633 i Giessen, Hessen, död 1 september 1697 i Lund, var en tysk-svensk läkare och professor.

## Biografi
Erasmus Sack var son till amtmannen och åldermannen i Giessen, Casper Sack, och dennes hustru Amalia Hepin. Sack studerade bland annat teologi i Marburg och fysik och medicin i Königsberg. År 1668 blev han professor i anatomi och botanik vid Lunds universitet, som en av de första professorerna där. Åren 1673, 1683-84 och 1693 var han universitetets rektor. 
Under det skånska kriget tillfångatogs han 1675 av danskarna och satt en tid fängslad i Köpenhamn. År 1678 blev han kunglig livmedikus i Stockholm, men återvände efter några år till Lund. År 1688 adlades han under namnet Sackensköld och fick 1693 arkiaters namn, heder och värdighet.

## Familj
Sackensköld var gift med Elisabeth Jacobsdotter (Ricardi), som var dotter till borgmästaren och postmästaren i Halmstad, Jacob Broddesson. Deras dotter Anna Maria var först gift Eldstierna och sedan med professor Andreas Riddermarck, och sonen Casper Sackensköld var kapten.